# Batalla de Buttington
La batalla de Buttington se libró en el año 893 entre un ejército vikingo y una alianza de anglosajones y galeses.
Los anales de 893 registran que un gran ejército vikingo había desembarcado en el estuario de Lympne en Kent, y que una fuerza más pequeña había desembarcado en el estuario del Támesis bajo el mando del rey danés Hastein, reforzados además por una flota de barcos de daneses ya asentados en Anglia Oriental y Northumbria, desde donde un contingente navegó alrededor de la costa y sitió los buhr fortificados y Exeter, en Devon.
El rey Alfredo el Grande condujo a sus hombres a caballo hacia Exeter cuando se enteró del ataque. Dejó a Æthelred, ealdorman de Mercia y a los subordinados Æthelhelm, Æthelnoth y otros para defender las otras ciudades contra el ejército vikingo. El rey Alfredo logró reunir un gran ejército de sajones y galeses. El ejército unido sitió a los vikingos, que habían construido una fortificación en Buttington. Después de varias semanas, forzados a alimentarse de sus propios caballos, los hambrientos vikingos escaparon de su atrincheramiento sólo para ser derrotados por el gran ejército que los esperaba. Esto obligó a muchos vikingos a huir. La batalla fue un freno decisivo para la expansión de los vikingos en Gales, y evitó la proliferación de sus asentamientos. 